# K3b
K3b és una interfície gràfica per l'enregistrament de discs compactes i DVD sota el sistema operatiu GNU/Linux, basat en els programes cdrecord i cdrdao.
K3b no forma part del projecte KDE, ja que està a l'apartat extragear, usa les biblioteques de KDE.
K3b permet, entre altres coses, la creació de discs compactes (CD) de dades, creació de CD d'àudio, creació de Video CD (usant per això l'eina GNU VCDImager, còpia exacta de CD, enregistrament de DVD de dades i creació de Video DVD.

## K3b 1.0
Després d'uns quants anys de desenvolupament, des del naixement el 1998, al març de 2007 s'ha presentat la versió final. Les seues possibilitats el fan un programa molt especial, ja que ara per ara no hi ha cap altre a GNU/Linux amb les mateixes característiques.
Després de tot, aquesta és la primera versió "oficial" de K3b. K3b proporcione una interfície gràfica plena d'opcions i convenient per satisfer totes les necessitats tant per CD com DVD (bé, gairebé totes). Ofereix opcions per la còpia de simples CD i DVD o la creació de CD d'àudio -fins a CD mixtes com CD d'àudio més arxius o dades i ripejat de DVD. Suporte totes les varietats de medis de CD i DVD com CD-R/W, DVD+R(W), DVD-R(W) i les seves contraparts de doble-capa. La interfície d'usuari de K3b intente satisfer les necessitats tant de l'usuari iniciat com les del més expert: gairebé es poden modificar tots els paràmetres, encara que K3b proporcione unes opcions molt raonables per defecte i moltes funcions automàtiques que proven de determinar les opcions òptimes per a cada situació. Tot això fa de K3b l'eina perfecta per cremar un CD ocasional o un DVD.
Bé doncs, prou xerrameca, anem directament a les característiques més "letals" de K3b i mostrem per què K3b 1.0 és superior a tots els K3b que hi ha hagut fins ara.

### Interfície d'usuari centrada al medi
A diferència d'altres aplicacions de CD i DVD la interfície d'usuari de K3b no tracte amb els dispositius sinó amb el medi. A més, a K3b s'escull el medi a copiar o a llegir i no el dispositiu. Això permet a K3b ajustar i optimitzar la interfície d'usuari, les opcions presentades, al context, i cap al medi seleccionat. Per exemple copiant un CD de dades, el K3b no et moleste amb opcions com el mode paranoia que és específic per a l'extracció d'àudio d'un CD. També ofereix diverses funcions útils com l'opció d'adaptació automàtica de la mida del projecte segons la capacitat del medi inserit.

### Informació en temps real sobre els medis
En aquesta versió final, K3b inclou un avançat sistema d'informació sobre l'estat dels medis. Des de l'arbre de carpetes el K3b mostra informació dels diferents medis que estiguen disponibles amb un xicotet resum d'aquells que estiguen inserits. Movent el punter per sobre de les icones es mostrarà dita informació. A més, si es necessita més informació, amb el menú de context es pot obtindre amb facilitat.

### Creació de CD i DVD personalitzats
K3b ofereix una bona quantitat de modalitats a l'hora de crear CD i DVD. En general, els modes de projecte més comuns són els de dvd de dades i el de cd d'àudio, a més, k3b ofereix la gravació de CD en mixed-mode (combinant dades i música), CD i DVD de vídeo i també CD i DVD en format eMovix. La potència quant a la gravació de dades és sorprenent, ja que permet crear noves carpetes, ficar-ne arxius dins la col·lecció, canviar el nom dels arxius, crear estructures arbitràries i qualsevol altra cosa que es puga pensar. La base de tot això és que k3b crea un sistema de fitxers virtual que només és actiu quan es crea i crema el cd o dvd.
Una de les opcions més interessants és la creació de CD d'àudio, que ha millorat prou respecte a versions anteriors i que permet reproduir des del mateix k3b i, a més, permet la conversió entre formats wav, mp3, Ogg Vorbis, Musepack, FLAC, wma a part dels plugins que ja hi siguen instal·lats al sistema). Permet retallar cançons, afegir pauses, combinar cançons i tot un seguit d'altres característiques per personalitzar el cd. A més, K3b té suport per a metadades com són el títol de la cançó, l'artista i altra informació que obté mitjançant CDDB o Musicbrainz via internet.

### Eines per als CD i DVD
Existeix una bona quantitat d'eines per a totes les necessitats que hi haja quant al treball amb CD/DVD. A part d'allò que ja s'ha comentat, k3b prové algunes eines més per a altres tipus de tasques:
- Còpia de CD i DVD: es pot copiar CD i DVD de dades, dades-àudio CD, vídeo DVD així com treballar amb discos multisessió amb la interfície simple-to-use.

- Esborrar/formatar CD i DVD regravables, tot i que realment el k3b s'ocupa automàticament de formatar o esborrar el disc quan siga necessari a l'hora de crear un nou projecte.

- Cremar imatges de cd i dvd des de fitxers iso, bin/cue, etc. de forma que k3b s'ocupa de totes les conversions que siguen necessàries.

### Extraure cançons des dels CD
K3b permet extraure les cançons des dels CD de música i convertir-les a formats com MP3 o Ogg Vorbis (si es tenen instal·lats més plugins es permetrà la transformació a altres formats). El ripejat és senzill, ja que k3b detecta automàticament el tipus de disc i la seua estructura i només clicant sobre el cd es tindrà l'opció de l'extracció. Permet escoltar la música mentre s'extreuen les cançons. També permet agafar cançons d'un cd i afegir-les a un nou projecte de forma que quan es grave el projecte, es demanarà el cd d'origen.

### Crear opcions personals
K3b permet personalitzar en quasi tots els aspectes el funcionament del programa per tal de satisfer les necessitats de l'usuari. A més, permet crear diferents perfils amb diferents personalitzacions que es poden recuperar i carregar en qualsevol moment.

### Integració amb altres aplicacions de KDE
Algunes de les millors aplicacions de KDE (per exemple,  Amarok) inclouen la possibilitat de gravar CD directament amb K3b. Per altra part, Konqueror també està completament integrat amb K3b per tal d'oferir eines de creació de projectes des del mateix menú del navegador. Digikam és una altra aplicació que també prové d'una integració completa amb K3b de forma que permet crear també CD i DVD de fotos directament des del programa.

### Creació d'àudio CD a partir d'un arxiu MP3
Una altra opció molt útil que ens ofereix K3b, per aquells que els seus reproductors no reprodueixin arxius MP3, és la creació de CD d'àudio.
Cal tindre en compte què, en alguns sistemes operatius com l'Ubuntu, us caldrà instal·lar el paquet libk3b6-extracodes per a poder gestionar els arxius MP3.
Això ho podreu fer mol fàcilment amb Synaptic o, des de Terminal, executant: sudo apt-get install libk3b6-extracodes.
Aleshores, des del k3b, podreu crear el vostre àudio CD des de:
Fitxer – Nou projecte – Nou projecte per a CD d'àudio.

## Canvis per la versió 1.0
Els canvis de la versió K3b 1.0...
- K3b ara inclou un VideoDVD kio esclau. Pot ser utilitzat al Konqueror a través del protocol videodvd:/ per copiar els arxius d'un VideoDVD al vol si està instal·lada la llibreria libdvdcss (cal dir que en alguns països no és permès d'utilitzar libdvdcss).

- Un nou menú de dispositiu que conté totes les accions possibles d'un dispositiu (expulsar, desmuntar, ...). Hi ha la possibilitat de fer servir accessos directes per aquestes accions.

- K3b ara t'avise si s'han especificat paràmetres d'usuari per programes externs. Això s'ha implementat perquè hi havia avisos d'error informant de paràmetres d'usuari defectuosos.

- Una nova opció al projecte de dades per no guardar els inodes. Això vol dir que és possible tenir més d'una còpia del mateix arxiu dins del CD/DVD. Això actualment és per defecte.

- K3b ara desmunte els mitjans correctament després de la seva utilització.

- Nova font de dialog editor per Pista d'Àudio per retallar fonts de pistes d'àudio al començament i al final.

- "Entrades de lectura" i "ignorar errors de lectura" separats pels sectors de dades i d'àudio a la còpia de CD i que estan col·locats com a predeterminats pels sectors d'àudio i amb més sentit: 5 retirat i saltar sectors illegibles.

- Nou Mediamanager que fa que K3b sàpiga sempre el medi que conté cada dispositiu. Això fa més fàcil i ràpid el maneig del medi, ara l'usuari selecciona els medis en comptes del dispositiu.

### D'altres avantatges
- No hi ha temps d'espera quan es pregunta per informació del medi (per exemple al ripejat de CD d'audio.)

- Bons noms per arxius d'imatge.

- Còpia de CD: Activar/desactivar opcions basades en el medi font.

- Selecció automàtica de mitja de gravació en inserir un CD buit.

- "Call" directBurn() de DCOP ara retorne un valor dient si el procés pot començar.

- Noves "calls" per DCOP, cddaRip(), videocdrip(), i videodvdrip() amb suport per adreça de media:/.

- K3b ara pot ocupar-se d'adreces de media:/ des de la consola de comandaments per especificar dispositius.

- Millor dialog d'opcions per Lame. Més fàcil d'utilitzar per a principiants i amb millors opcions per defecte.

- Un millor dialog d'opcions per l'"encoder" d'Ogg Vorbis.

- K3b ara mostre la ID del mitjà de DVD al menú d'informació del disc.